# حوزه انتخابیه هجدهم نیویورک
حوزه انتخابیه هجدهم نیویورک یک حوزه انتخابیه مجلس نمایندگان آمریکا است که در ایالت نیویورک قرار دارد.